# Это я
| Оценки критиков | Оценки критиков |
| Источник        | Оценка          |
| --------------- | --------------- |
| InterMedia      | [ 1 ]           |

«Это я» — двадцать первый студийный альбом российской певицы Татьяны Булановой, выпущенный 29 декабря 2017 года на лейбле «Союз». Это первый студийный альбом певицы за прошедшие семь лет.
В альбом вошли 25 треков, некоторые из них были уже ранее выпущены, так, например, «Ты согрей меня» была издана ещё в 2009 году. На альбоме присутствуют такие авторы как Олег Попков или Денис Рычков, которые сотрудничали с певицей уже давно. Также на альбоме присутствуют две песни на стихи Михаила Гуцериева.

## Список композиций
| №   | Название                         | Автор(ы)                                            | Длительность |
| --- | -------------------------------- | --------------------------------------------------- | ------------ |
| 1.  | «Это я»                          | Маргарита Алигер, Денис Майданов                    | 4:00         |
| 2.  | «В доме, где живёт моя печаль»   | Михаил Гуцериев, Виктория Кохана, Максим Покровский | 3:22         |
| 3.  | «Не бойтесь любви»               | Михаил Гуцериев, Константин Костомаров              | 3:36         |
| 4.  | «Апрель»                         | Олег Попков                                         | 4:15         |
| 5.  | «Детство»                        | Олег Попков                                         | 3:53         |
| 6.  | «Димка»                          | Олег Попков                                         | 3:12         |
| 7.  | «Один день»                      | Сергей Мудров                                       | 3:34         |
| 8.  | «Не во сне, а наяву»             | Павел Попов, Николай Каблуков                       | 3:54         |
| 9.  | «Ты не отпускай меня»            | Денис Рычков                                        | 3:16         |
| 10. | «Плачь, любовь»                  | Андрей Иванов                                       | 3:40         |
| 11. | «Всё будет по-моему»             | Олег Попков                                         | 3:40         |
| 12. | «Свадебная»                      | Елена Голоулина                                     | 2:41         |
| 13. | «Зимнее море»                    | Ольга Кипнис, Николай Каблуков                      | 3:18         |
| 14. | «В моём кино»                    | Дмитрий Панфилов, Николай Каблуков                  | 3:35         |
| 15. | «Не ты»                          | Ирина Демидова, Денис Рычков                        | 2:57         |
| 16. | «Иди»                            | Денис Рычков                                        | 3:33         |
| 17. | «Как по телу ток»                | Олег Попков                                         | 3:35         |
| 18. | «Я не вернусь к тебе»            | Денис Клявер                                        | 3:50         |
| 19. | «Ты согрей меня»                 | Денис Клявер                                        | 4:11         |
| 20. | «Папа с нами» (Rocket Fun Remix) | Олег Попков                                         | 3:41         |
| 21. | «Старшая сестра» (Версия 2017)   | Татьяна Буланова, Андрей Боголюбов                  | 3:26         |
| 22. | «Человек и кошка»                | Фёдор Чистяков                                      | 3:52         |
| 23. | «Иероглиф»                       | Эдмунд Шклярский                                    | 3:34         |
| 24. | «Ты и я навсегда»                | Денис Дмитриев, Дмитрий Берегуля                    | 4:12         |
| 25. | «Пусть будет мир»                | Олег Попков                                         | 4:15         |

Примечание:  На некоторых цифровых релизах отсутствуют песни «В доме, где живёт моя печаль» и «Не бойтесь любви».
| №   | Название                         | Автор(ы)                                              | Длительность |
| --- | -------------------------------- | ----------------------------------------------------- | ------------ |
| 1.  | «Это я»                          | Маргарита Алигер, Денис Майданов                      | 4:00         |
| 2.  | «В доме, где живёт моя печаль»   | Михаил Гуцериев, Виктория Кохана, Максим Покровский   | 3:22         |
| 3.  | «Не бойтесь любви»               | Михаил Гуцериев, Константин Костомаров                | 3:36         |
| 4.  | «Апрель»                         | Олег Попков                                           | 4:15         |
| 5.  | «Детство»                        | Олег Попков                                           | 3:53         |
| 6.  | «Димка»                          | Олег Попков                                           | 3:12         |
| 7.  | «Один день»                      | Сергей Мудров                                         | 3:34         |
| 8.  | «Не во сне, а наяву»             | Павел Попов, Николай Каблуков                         | 3:54         |
| 9.  | «Ты не отпускай меня»            | Денис Рычков                                          | 3:16         |
| 10. | «Плачь, любовь»                  | Андрей Иванов                                         | 3:40         |
| 11. | «Свадебная»                      | Елена Голоулина                                       | 2:41         |
| 12. | «Зимнее море»                    | Ольга Кипнис, Николай Каблуков                        | 3:18         |
| 13. | «В моём кино»                    | Дмитрий Панфилов, Николай Каблуков                    | 3:35         |
| 14. | «Не ты»                          | Ирина Демидова, Денис Рычков                          | 2:57         |
| 15. | «Иди»                            | Денис Рычков                                          | 3:33         |
| 16. | «Как по телу ток»                | Олег Попков                                           | 3:35         |
| 17. | «Папа с нами» (Rocket Fun Remix) | Олег Попков                                           | 3:41         |
| 18. | «Старшая сестра» (Версия 2017)   | Татьяна Буланова, Андрей Боголюбов                    | 3:26         |
| 19. | «Человек и кошка»                | Фёдор Чистяков                                        | 3:52         |
| 20. | «Иероглиф»                       | Эдмунд Шклярский                                      | 3:34         |
| 21. | «Ты и я навсегда»                | Денис Дмитриев, Дмитрий Берегуля                      | 4:12         |
| 22. | «Бесконечная история»            | Александр Сахаров, Александр Ковалев, Алексей Романоф | 3:25         |